# 陳銅民
陳銅民（1931年—2023年2月9日），原名陳養民，香港电影导演、编剧、资深传媒人，其子为香港著名导演陈可辛。

## 生平
陈铜民祖籍广东潮州，父亲为泰国华侨，幼年随母亲移居泰国，七岁曾返乡求学，因日军侵华再度返泰，曾在当地中学当中文老师，1956年，到北京进修电影导演，1957年，加入香港长城制片公司担任编剧，后转投袁仰安自组的新新影业公司，编写的剧本包括《十夜柔情》、《浪子双娃》及《追车记》，新新影业公司结业后再转投凤凰影业公司，惟未獲委派工作，遂於1963年转行到《明报》任职编辑。1968年，加入国泰机构，为电影《千手佛》任編劇和助導，完成該片後轉任宣傳部副主任，兼編輯國泰官方刊物《國際電影》，不久后转入邵氏兄弟任宣传主任。
1972年，陈铜民与家人陈养素、陈养黎自组大同影业公司，親自執導了公司首部电影《大地雙英》。其後執導的影片有《奪命客》、《狼女》、《赤膽好漢》。其中，《奪命客》獲第十九屆亞洲影展最佳女主角「魚獅」獎。《赤膽好漢》亦啟發了其子陳可辛監製的影片《十月圍城》。1977年，与日本導演野田幸男联合執導由千葉真一主演的《激殺! 邪道拳》后，便不再执导电影。
1980年代息影後，陳銅民一直定居泰國，並為《泰國世界日報》執筆寫社論。2023年2月9日凌晨2時19分在泰国家中離世，享年92歲。